# Индиалантик (Флорида)
Индиалантик (англ. Indialantic) — небольшой город (таун), расположенный в округе Бревард (штат Флорида, США) с населением в 3003 человека по статистическим данным переписи 2010 года.

## География
По данным Бюро переписи населения США город Индиалантик имеет общую площадь в 3,4 км², из которых 2,5 км² занимает суша и 0,9 км² — открытые водные пространства. Площадь водных ресурсов округа составляет 16,72 % от всей его площади.
Город Индиалантик расположен на высоте 4 м над уровнем моря, на барьерном острове, который отделяет лагуну Индиан-Ривер от Атлантического океана. Остров составляет около 56 км в длину и протянулся от мыса Канаверал на севере до залива Себастьян — на юге.

## Демография
По данным переписи населения 2010 года в Индиалантикe проживало 3003 человека, 848 семей, насчитывалось 1330 домашних хозяйств и 1467 жилых домов. Средняя плотность населения составляла около 965,59 человека на один квадратный километр. Расовый состав населённого пункта распределился следующим образом: 97,32 % белых, 0,27 % — чёрных или афроамериканцев, 0,14 % — коренных американцев, 0,71 % — азиатов, 0,99 % — представителей смешанных рас, 0,58 % — других народностей. Испаноговорящие составили 2,34 % от всех жителей.
Из 1330 домашних хозяйств в 21,6 % воспитывали детей в возрасте до 18 лет, 54,2 % представляли собой совместно проживающие супружеские пары, в 7,0 % семей женщины проживали без мужей, 36,2 % не имели семей. 27,3 % от общего числа семей на момент переписи жили самостоятельно, при этом 12,4 % составили одинокие пожилые люди в возрасте 65 лет и старше. Средний размер домашнего хозяйства составил 2,21 человек, а средний размер семьи — 2,72 человек.
Население города по возрастному диапазону по данным переписи 2000 года распределилось следующим образом: 17,6 % — жители младше 18 лет, 4,7 % — между 18 и 24 годами, 26,4 % — от 25 до 44 лет, 27,3 % — от 45 до 64 лет и 24,0 % — в возрасте 65 лет и старше. Средний возраст жителей составил 46 лет. На каждые 100 женщин в Индиалантикe приходилось 97,5 мужчин, при этом на каждые сто женщин 18 лет и старше приходилось 97,4 мужчин также старше 18 лет.
Средний доход на одно домашнее хозяйство составил 62 181 доллар США, а средний доход на одну семью — 76 109 долларов. При этом мужчины имели средний доход в 51 830 долларов США в год против 30 047 долларов среднегодового дохода у женщин. Доход на душу населения составил 62 181 доллар в год. 1,1 % от всего числа семей в населённом пункте и 2,3 % от всей численности населения находилось на момент переписи населения за чертой бедности, при этом 1,9 % жителей были в возрасте 65 лет и старше.